# غاري جودريدج
غاري هنري جودريدج (بالإنجليزية: Gary Henry Goodridge؛ مواليد 17 يناير 1966)، الملقب بـ«الأب الكبير» هو ملاكم كيك بوكسينغ ومُقاتل فنون قتالية مختلطة ترينيدادي-كندي سابق.

## وصلات خارجية
- غاري جودريدج على موقع يو إف سي (الإنجليزية)
- غاري جودريدج على موقع شيردوغ (الإنجليزية)
- غاري جودريدج على موقع Tapology.com (الإنجليزية)
- غاري جودريدج على موقع قاعدة بيانات المصارعة على الإنترنت (الإنجليزية)
- غاري جودريدج على موقع IMDb (الإنجليزية)